# Bodenwasserspannung

Wasserspannungskurven für Sand (Ss), Schluff (Uu), schluffigen Lehm (Lu) und Ton (Tt).

Die Bodenwasserspannung oder Saugspannung beschreibt die Energieverhältnisse im Porenwasser. Es besteht ein funktionaler Zusammenhang zwischen der Bodenwasserspannung (Druck im Porenwasser) und dem Füllungsgrad des Porenraums mit Wasser (Sättigungsgrad), daher wird diese als Zustandsvariable verwendet, um die hydraulische Verfügbarkeit des Bodenwassers zu charakterisieren. Der Zusammenhang zwischen Bodenwasserspannung und Bodenfeuchte ist charakteristisch für die Porengrößenverteilung und letztlich für die Wasserspeicherfähigkeit unterschiedlicher Böden.

## Saugspannung
Die Saugspannung, physikalisch eine mechanische Spannung im Porenwasser, resultiert aus der Kapillarität des Korngerüsts im Boden, und der Oberflächenspannung des benetzenden Fluids. Mikroskopisch lässt sich die Bodenwasserspannung als eine Diskontinuität des Phasendruckes an der Phasengrenze zwischen der benetzenden und der nicht benetzenden Phase herleiten. Dementsprechend steigt in einer Bodensäule, die im druckfreien (Grund-)Wasser steht und nicht beregnet wird, das Wasser umso höher, je mehr feine, zusammenhängende Poren im Korngerüst vorliegen, die das Wasser gegen die Gravitation durch Kapillarität aufsteigen lassen. (Regen-)Wasser hingegen aus gröberen Poren wird in das tiefer stehende freie (Grund-)Wasser abfließen. Je kleiner die bei einer Entwässerung noch benetzten Porenradien im Korngerüst sind, desto höhere Saugspannungen liegen im Boden vor.
Nach dem Gesetz von Hagen-Poiseuille nimmt ein laminarer Durchfluss durch ein Rohr mit der vierten Potenz des Radius des Rohres ab; daher nimmt mit steigender Saugspannung im Boden nicht nur der Wassergehalt, sondern auch die Wasserleitfähigkeit (diese sogar drastisch) ab.
Zur Beschreibung der Wasserbewegung im Boden und Grundwasser wird als Maß für die Energieverhältnisse des Porenwassers das hydraulische Potential verwendet. Als Bezugspunkt dient in der Bodenphysik häufig die Grundwasseroberfläche. Konventionsgemäß herrschen unterhalb der Grundwasseroberfläche positive Porenwasserdrücke. Porenwasserdrücke, die oberhalb des Grundwasserspiegels gemessen werden, werden, mit umgekehrten Vorzeichen, als Saugspannungen („Sog“) dargestellt.

## Potentialkonzept
Potentiale werden in der Dimension einer Energie ausgedrückt. Zur Charakterisierung des Energiezustandes werden Potentiale häufig auf ein spezifisches Volumen, eine Masse oder auf ein Gewicht bezogen. In der Grundwasserhydraulik und der Bodenphysik werden sie fast immer auf das Gewicht normiert, wodurch sich für Potentiale formal die Dimension einer Länge ergibt (Meter Wassersäule). Anschaulich entspricht die Saugspannung von einem Meter der Belastung, die eine 1 m hohe Wassersäule auf eine Membran ausüben würde. Mit dem Matrixpotential wird somit die inhärente Energie (z. B. Hubarbeit) ausgedrückt, die das Wasser entgegen der Schwerkraft in der Bodenmatrix hält. Das Matrixpotential wird in der Bodenkunde als dekadischer Logarithmus der in cm Wassersäule ausgedrückten Bodenwasserspannung, analog dem pH-Wert, als pF-Wert angegeben. Eine Bodenwasserspannung von −100 hPa entspricht dem Betrag nach dem Druck einer 100 cm hohen Wassersäule, also dem pF-Wert 2,0.

## Wasserspannungskurve
Zwischen der Wasserspannung und der Wassermenge (ausgedrückt als volumetrischer oder gravimetrischer Wassergehalt) im Boden besteht eine charakteristische Beziehung, die als Wasserspannungskurve die Wasserspeichereigenschaften des Bodens beschreibt. In der Abbildung sind die funktionalen Verläufe der Matrixpotentiale für Sand (Ss), Schluff (Uu), schluffiger Lehm (Lu) und Ton (Tt) aufgetragen. Anhand des Verlaufes der Kurve kann die Porengrößenverteilung eines Bodens sowie die Menge des pflanzenverfügbaren Wassers je nach Wassergehalt ermittelt werden. Je stärker das Wasser an den Boden gebunden ist, desto schlechter ist es für Pflanzen verfügbar. Wenn das Wasser jedoch schwächer gebunden ist, erhöht sich der Wassergehalt des Bodens, wodurch es für Pflanzen besser verfügbar ist. Die Wasserspannungskurve, die die Verteilung der Porengrößen charakterisiert, ist auch für die hydraulische Durchlässigkeit maßgebend. Häufig wird versucht, aus dem Zusammenhang zwischen Bodenwasserspannung und Bodenfeuchte die Abnahme der hydraulischen Durchlässigkeit mit Abnahme des Sättigungsgrades zu bestimmen.

## Hysterese
Zwischen der Entwässerung (Desorption) eines gesättigten Bodens und der Bewässerung eines trockenen Bodens gibt es Unterschiede im Verlauf der Wasserspannungskurve eines Bodens, die eine typische Hysterese darstellen. Somit ergeben sich für den gleichen Füllungsgrad (Wassergehalt) unterschiedliche energetische Niveaus (Matrixpotentiale), je nach Vorgeschichte der Be- oder Entwässerung. Die Ursachen dafür sind komplex und nicht restlos geklärt. Eine Ursache ist jedoch, dass bei der Desorption zuerst die groben Poren entwässert werden, dann die feinen Poren, während sich bei der langsamen Bewässerung zuerst die feinen Poren durch Kapillareffekte zu füllen beginnen. Auch verhält sich die eingeschlossene Luft in beiden Fällen anders.

## Messgrößen und Messung
Die Bodenwasserspannung wird in mm Wassersäule oder mm Quecksilbersäule abgelesen oder als negativer Druck in hPa angegeben. Als Messgeräte dienen Druckmesseinrichtungen bestehend aus wassergefüllten permeablen Keramiken, die mit dem Bodenwasser in hydraulischem Kontakt stehen Tensiometer. Druckmessdosen messen den Wasserdruck im Tensiometer, wobei angenommen wird, dass dieser im Gleichgewicht mit dem Porenwasser ist.

## Umrechnungsbeispiele
Im hydrostatischen Zustand entspricht ein Grundwasserstand von 60 cm unter der Bodenoberfläche zum Beispiel einer Bodenwasserspannung von −60 hPa oder einem pF-Wert von 1,8. Der pF-Wert 4,2 des permanenten Welkepunktes PWP entspricht einer Bodenwasserspannung von −1,5 MPa.